# 阿野幸一
阿野 幸一（あの こういち、1961年5月6日 - ）は、日本の言語学者。文教大学国際学部国際理解学科教授。専門は英語教育（主に中学校・高等学校での指導方法と英語教員養成）、応用言語学。

## 概要
埼玉県さいたま市（旧・浦和市）出身。早稲田大学教育学部卒業後、早稲田大学大学院教育学研究科修了。
埼玉県立伊奈学園総合高等学校、埼玉県立伊奈学園中学校、茨城大学での教員経験を経て、文教大学国際学部国際理解学科教授。
英語授業研究学会理事、環太平洋応用言語学会（PAAL）副会長を歴任。
NHKラジオ講座『基礎英語』の講師を8年間務めた（NHKラジオ第2放送の基礎英語3（2008年度～2012年度）、同基礎英語2（2013年度～2015年度））。
NHKテレビ高校講座『コミュニケーション英語Ⅰ』講師（2017年度～）。
TOKYO FM「高橋みなみのこれから、何する？」内「これから、英語力あげちゃう？」コーナーレギュラー出演（2020年9月30日終了）。
TOKYO FM「山崎怜奈の誰かに話したかったこと。」内「誰かに話したくなる英会話。」コーナーレギュラー出演。
趣味はテニス。

## 著書
- NHKラジオ 基礎英語3 2008~2012年度講座テキスト（NHK出版、月刊版）
- NHKラジオ 基礎英語 すぐに使える英会話表現！フレーズ練習帳 （日本放送出版協会、2010年）
- NHK CD BOOK 基礎英語3ストーリーで学ぶ英文法の基礎 （アンソニー・アランと共著、NHK出版、2011年）
- 日々の英語授業にひと工夫 （太田洋と共著、大修館書店、2011年）
- NHK 基礎英語 阿野幸一のグラマーポイント （NHK出版、2012年）
- 文部科学省検定高校教科書『All Aboard! Communication English Ⅰ･Ⅱ』（共著、東京書籍）
- 文部科学省検定中学教科書『NEW HORIZON』（共著、東京書籍）